# Propionil-CoA
El propionil-CoA es un derivado de la coenzima A y el ácido propiónico, en la cual se une el grupo tiol de la coenzima A con el grupo ácido del ácido propiónico.

## Metabolismo en animales

### Producción
Hay varias vías distintas en las que se puede formar:
- Como producto de la beta-oxidación de ácidos grasos de cadena impar.
- Como producto del metabolismo de los aminoácidos isoleucina y valina.
- Como producto del ácido α-cetobutírico, que a su vez es un producto del metabolismo de la treonina y metionina.

### Destino metabólico
En los mamíferos, el propionil-CoA se convierte en (S)-metilmalonil-CoA por la propionil-CoA carboxilasa, una enzima dependiente de biotina que también requiere bicarbonato y ATP.
Este producto se convierte en (R)-metilmalonil-CoA por metilmalonil-CoA racemasa.
El (R)-metilmalonil-CoA se convierte en succinil-CoA, un intermedio del ciclo del ácido tricarboxílico, por la enzima metilmalonil-CoA mutasa, que requiere cobalamina para catalizar la migración enlace carbono-carbono.
El mecanismo de la metilmalonil-CoA mutasa comienza con la escisión del enlace entre el 5 'de CH2-5'-desoxiadenosil y el cobalto, que se encuentra en su estado de oxidación 3 + (III), que produce un radical 5'-desoxiadenosil y cabalamin en el estado de oxidación reducida Co (II).
Un defecto en la enzima metilmalonil-CoA mutasa provoca la aciduria metilmalónica, un trastorno peligroso que causa una disminución del pH sanguíneo.